# Plunder (personaggio)
Plunder è un supercriminale dei fumetti DC Comics, creato da Geoff Johns e Angel Unzueta e apparso per la prima volta in Flash (vol. 2) n. 165.

## Storia
Jared Morillo è un agente di polizia e rivale del criminologo Hunter Zolomon.
Il supercriminale Mirror Master, attraverso uno specchio, portò nel mondo reale Plunder, controparte speculare di Morillo, affinché aiutasse lui e la sua squadra, i Nemici, a conquistare Central City. I loro piani furono però sventati da Flash. In seguito Hunter Zolomon, divenuto il criminale Zoom, uccise Plunder, credendo fosse Morillo.
Il vero Morillo invece sopravvisse per molti anni, fino a quando Cicada non lo uccise e si impossessò del suo corpo.

## Abilità
Sia Plunder sia Morillo erano bravi con le armi da fuoco.

## In altri media
Jared Morillo/Plunder appare nella serie televisiva The Flash, in cui è un rapinatore di banche appropriatosi di un'arma sperimentale.